# フィーバーワイドパワフル
フィーバーワイドパワフルは、夢夢ちゃんが活躍するフィーバーパワフルのシリーズ機として2001年8月にSANKYOが発売したパチンコ機のシリーズ名。
CRフィーバーワイドパワフルSPとCRフィーバーワイドパワフルGPとフィーバーワイドパワフルDXの3機種がある。

## 概要
液晶型のデジパチ。フィーバーパワフル誕生10周年を記念して発売されたのが本機である。
CR機2種と現金機1種の全3種類のタイプがあり、CR機2種の確変への突入や継続の仕組みはフィーバービッグパワフル同様で、大当たりラインで決定される。シングルラインで大当たりの場合は通常大当たりで、ダブルライン以上かオールフルーツでの大当たりの場合は確変に突入する。
現金機は全ての大当たり終了後に時短に突入する。
大当たり中の液晶上には当たり図柄が表示され、シングルラインでの大当たりの場合は「小ムム」が、ダブルライン以上の大当たりの場合は「7」が、オールフルーツでの大当たりの場合は「メロン」が表示される。

オールフルーツやオールセブンで大当たりすると、夢夢ちゃんの決め台詞から専用ムービーが始まる。
夢夢ちゃんの決め台詞は、「驚き、桃の木、爆裂機！ハッピーラッキーサルモンキー！地球の平和とホールの出玉、邪魔する子にはお仕置きよ！」である。
OL姿の夢夢ちゃんが変身して、ロボパワフルに乗り込むシーンが描かれる。ロボパワフルのスペックは大当たりラウンド消化中に紹介され、身長は77.7m、体重は77.7t、出力は777馬力、必殺技は「昇格ハンド」である。

小当たり仕様は同年代の機種同様に優秀で、止め打ちの手順も容易である。確変中や時短中に止め打ちを行うことで出玉増を狙うことも可能となる。

## スペック
- CRフィーバーワイドパワフルSP
  - 賞球数 5&12&15
  - 大当たり最高継続 15R（10カウント）
  - 大当たり確率 1/315.5
  - 確変中大当たり確率　1/63.1
  - 確変突入率　1/2
  - 確変期間　10000回転まで/リミッターなし
- CRフィーバーワイドパワフルGP
  - 賞球数 5&12&15
  - 大当たり最高継続 15R（9カウント）
  - 大当たり確率 1/315.5
  - 確変中大当たり確率　1/63.1
  - 確変突入率　1/2
  - 確変期間　10000回転まで/リミッターなし
- フィーバーワイドパワフルDX
  - 賞球数 5&10&13
  - 大当たり最高継続 16R（10カウント）
  - 大当たり確率 1/224.5
  - 時短突入率　100%
  - 時短回数　全ての大当たりで80回転

## 図柄
- 7
- イチゴ
- チェリー
- プラム
- オレンジ
- ブドウ
- バナナ
- モモ
- リンゴ
- レモン
- メロン
- スイカ

## 演出
予告アクション
予告は全3種類あり、どれが発生しても必ずリーチに発展する。
- スライド予告

デジタル回転開始時にパワフル看板が上下ではなく、左右にスライドする。
- 小ムム予告

デジタル回転開始時に、パワフル看板が「あつい！あつい！」に変われば、小ムム群が出現する。
- 夜景予告

左上･右上といった第一停止図柄が止まる直前に、突如画面背景が夜景へと変化する。必ずスライドか小ムムが出現してからの発展形となる。
小ムムの出現時は必ず夜景が出るようになっており、スライドと夜景が複合することもある。この中で、スライドは頻繁に発生するが、残る2つの予告は期待度が高い演出なので、発生率は低めである。
リーチアクション
本機のリーチは、7図柄の並び方が重要である。テンパイラインもシングルよりダブル以上の方が信頼度も高くなり、マルチラインでリーチになった場合に、当たればその時点で確変が確定する停止形も複数ある。
予告の有無や、どのリーチアクションに発展するかも重要ではあるが、大当たりの大半はノーマルリーチから当たることが多い。
- ノーマルリーチ

初回の停止で大当たりが成立しても、他にテンパイラインが残っていた場合、そこで確変を抽選するためのリーチが発生する。
ダブル以上の複数ラインテンパイでは、いきなり一発目のリーチで当たればその後、確変抽選のリーチが発生するので最後まで期待が持てる。
初回の停止で当たらなくても、残りのラインで大当たりを狙うことができるので、テンパイラインの数だけ見どころも期待度も増す仕様となっている。
- シングルリーチ

全アクションの中で最も発生率が高い。変動が長ければ長いほどチャンスとなり、メロン図柄を越えれば期待度も上昇する。
- マルチラインリーチ

ダブルリーチ、トリプルリーチ、4thリーチ、5thリーチに加えて、第1･第2停止図柄が全て7という究極リーチも存在する。
この究極リーチは、オールセブンの可能性もあり、有効ラインが7つもあるノーマルリーチの最高峰で、3つあるマスのいずれかに7が停止すれば確変が確定する。発生したら必ず当たるわけではなくハズれることもある。
4th以上は出現率自体が低く、大当たりに占める割合が高いのはトリプルリーチである。
- オールフルーツ

パワフルシリーズお馴染みのフルーツ図柄が全てのマスに停止したら大当たりとなるアクション。
出現率は低めで、予告が発生したら期待できるが、予告なしの場合は大当たり信頼度もそこまで高くはない。
オールフルーツリーチにはいくつか特徴がある。
① 最後に停止する中央のマスで、メロン図柄を通り越した場合はハズレが確定となる。
② ハズレ時は7図柄ではなくブランクで停止する。
③ かっとびリーチには発展しない。
④ 当たれば確変確定なので再抽選演出は発生しない。
- 2段階アクション

ノーマルリーチがハズれた後にテンパイラインの線が消えなければ発展する。
発生した時点で大当たりが確定し、図柄が通り過ぎてから戻るアクションもある。
- スーパーリーチ

ノーマル以外のリーチは全4種類あり、いずれも夢夢ちゃんが大活躍するものである。
発展ポイントはリーチ発生直後からノーマルの一旦ハズレ時、ドハズレでの出目停止時など様々で、あらゆるタイミングで期待が持てるが、どれも信頼度が高いため発展率は低めである。
- シャッターリーチ

図柄が停止してハズれた後に、夢夢ちゃんが上から降りてくればシャッター発展のチャンスとなる。
夢夢ちゃんの「しまれ！シャッター」という掛け声の後、全ての表示窓にシャッターが下りる。
「オープン！」のコールで左上のデジタルから時計回りに図柄がめくれていき、大当たりの場合は確変が確定する。
シャッターが下りずに夢夢ちゃんの頭にタライが落ちてハズれることもある。
- 変身リーチ

シャッターリーチ発生時のハズレ後に発展する可能性がある。
タライが落下して夢夢ちゃんが画面外にいなくなった後、画面下から巨大夢夢ちゃんが再登場、OL姿からスーパー夢夢ちゃんに変身する。
発展した時点で確変大当たりが確定し、幻のオールセブンが揃う。
- かっとびリーチ

ノーマルリーチがハズれた直後、夢夢ちゃんが登場すれば発展する。
夢夢ちゃんが、拡大化された図柄に体当たりをして通過し、図柄をコマ送りで進めていく。
ビッグパワフルから受け継いだアクションだが、期待度は大幅にアップしている。
- ロボパワフルリーチ

リーチ発生直後に発展することがあり、「フィーバー」の声とともに画面右から夢夢ちゃんが操るロボパワフルが登場する。
表示窓の枠を画面の外に押しやって、背景を渋谷のビル街に変化させる。
ロボパワフルが出現した時点で確変大当たりが確定する鉄板アクションである。
再抽選アクション
大当たりラウンドが始まる前に突然画面が白くフラッシュして夢夢ちゃん型ロボパワフルが登場することがある。必殺技の「昇格ハンド」で確変図柄にチェンジしてくれる。
通常大当たり後に、演出が発生した時点で確変昇格が確定する。
確変中の止め打ち手順
①スルー通過と同時に打ち出しを停止する
②3秒数えてから5個打ち出す
③その1秒後に再び5個打ち出す
以後、①に戻って一連の手順を繰り返す。
|                    | 通常時    | 確変時    |
| ------------------ | --------- | --------- |
| 小当たり確率       | 10/11     | 10/11     |
| 小デジタル回転時間 | 29.2秒    | 6.0秒     |
| 電チュー開放時間   | 0.2秒 1回 | 1.6秒 2回 |

## コンシューマ移植
- FEVER5～SANKYO公式パチンコシミュレーション(プレイステーション用)
  - 『FEVER5～SANKYO公式パチンコシミュレーション』(プレイステーション用、インターナショナルカードシステム、2002年11月7日発売、SLPS-91495、JAN-4997940201146)にCRフィーバーワイドパワフルSP、CRフィーバーワイドパワフルGP、フィーバーワイドパワフルDXが収録。